# Villarrasa
Villarrasa – gmina w Hiszpanii, w prowincji Huelva, w Andaluzji, o powierzchni 72,16 km². W 2011 roku gmina liczyła 2203 mieszkańców.